# Jaehyo
Ahn Jae-Hyo (en coreano: 안재효; Busan, 23 de diciembre de 1990), mejor conocido por su nombre artístico Jaehyo (en coreano: 재효), es un cantante y actor surcoreano, conocido por ser miembro del grupo maculino surcoreano Block B.

## Biografía
Ahn Jae-Hyo nació en Busan, Corea del Sur, donde vivió con sus padres y su hermano mayor.

## Carrera
Antes de su debut con Block B, Jaehyo apareció en 2007 en una serie de televisión de Mnet centrada en ulzzangs masculinos, llamado "꽃미남 아롱사이트". Se presentó a las audiciones para unirse al grupo Beast, pero no fue seleccionado debido a una lesión. Debutó con el grupo Block B en abril de 2011.
En 2015, Jaehyo interpretó al protagonista masculino en el drama web "What On Earth Is Going On?" (도대체 무슨 일이야). A principios de 2017, se convirtió en el primer cantante surcoreano en aparecer en la revista de pesca surcoreana "Fishing News".

## Filmografía

### Programas de televisión
| Título    | Año  | Difusión |
| --------- | ---- | -------- |
| Game Show | 2017 | SBS      |
| Leaving   | 2017 | SBS Plus |

### Series web
| Título                     | Año  | Difusión      |
| -------------------------- | ---- | ------------- |
| What On Earth Is Going On? | 2015 | Daum Kakao TV |